# Blåbjerg Klitplantage
Blåbjerg Klitplantage er en statsskov beliggende langs Danmarks vestkyst i området mellem Henne Strand og Nymindegab. Plantagen er opkaldt efter Danmarks højeste klit, Blåbjerg Klit, der er 64 meter høj.
Plantagen har et areal på ca. 4.600 hektar, og beplantningen blev påbegyndt i 1878 efter vedtagelsen af en lov om dæmpning af sandflugt. Ud over skov indbefatter plantagen også en hede, Lyngbo Hede, umiddelbart nord for Henne Strand, samt arealerne langs Gammelgab. Gammelgab er det gamle udløb til Vesterhavet fra Ringkøbing Fjord. Udløbet bevægede sig i tidens løb længere og længere mod syd og nåede til sidst ned til Houstrup Strand. I 1845 etableredes imidlertid et nyt udløb ved Nymindegab, der i 1931 blev afløst af det nuværende udløb ved Hvide Sande. Gammelgab fremstår i dag som en række søer omgivet af rørskov med et rigt fugle- og dyreliv, bl.a. ses tit hugorm og mange fugle. I Blåbjerg Klitplantage lever desuden en stor bestand af kronvildt.
Der er flere afmærkede stier gennem Blåbjerg Klitplantage, og Skov og Naturstyrelsen (nu Naturstyrelsen) har udgivet en vandretursfolder om området.
Ved Blåbjerg Klitplantage  findes tilsandede egetræer, og kaldes den tilsandede egeskov.
Går man op ad Blåbjerg Klit, Danmarks højeste klit på 64 meter, er man omgivet af toppen af egetræer. 
Ved Blåbjerg Klitplantage lå under 2.verdenskrig Hjortehuset. 